# Tom Holland (scrittore)
Thomas Holland (Oxford, 5 gennaio 1968) è uno scrittore, storico, sceneggiatore e produttore televisivo britannico che ha pubblicato diverse famose opere sulla storia classica e medievale, nonché contribuito alla creazione di due documentari.

## Biografia
Holland è nato nei pressi di Oxford e cresciuto nel villaggio di Broadchalke, vicino a Salisbury (Wiltshire), in Inghilterra. Ha studiato alla Chafyn Grove School, alla Canford School e al Queens' College di Cambridge, dove ha raggiunto un livello altissimo in inglese e in latino. Ha adattato Erodoto, Omero, Tucidide e Virgilio per il quarto canale radiofonico della BBC. I suoi romanzi sono ambientati nel passato e generalmente includono un elemento soprannaturale o horror. È inoltre autore di diversi libri di saggistica sul mondo antico.
Nel 2004 è stato insignito del Premio Hessell-Tiltman per la migliore opera di contenuto storico e per il suo libro Rubicon: The last Years of the Roman Republic.
Nel 2011 ha presentato e scritto Dinosaurs, Myths and Monsters, un programma della BBC Four che indagava l'influenza dei fossili sulla mitologia.
Nell'agosto 2012 ha prodotto un programma di Channel 4 intitolato Islam: The Untold Story, tra i cui collaboratori c'era la professoressa Patricia Crone; il programma suscitò diffuse reazioni critiche dalla comunità dei musulmani britannici e dalla Ofcom e Channel 4 ricevette oltre mille denunce. Un'anteprima di quel programma, prevista per l'inizio di una conferenza di storici, fu cancellata a causa di problemi di sicurezza sollevati da minacce ricevute da Holland a seguito del documentario.

### Vita privata
Holland vive a Londra con la moglie e le due figlie. È un appassionato di cricket e membro della squadra di cricket Authors XI; ha scritto di venire allenato dal capitano della nazionale inglese, Alastair Cook.

## Opere
Serie narrative
- Il vampiro. La storia segreta di Lord Byron (The Vampyre: Being the True Pilgrimage of George Gordon, Sixth Lord Byron, 1995), Tre Editori, 2010, ISBN 978-88-86-75559-7.
- Supping with Panthers (1996), ISBN 0-316-87622-4 (pubblicato negli USA con il titolo Slave of My Thirst)

Romanzi
- Attis (1995), ISBN 0-7490-0213-1
- The Vampyre: Being the True Pilgrimage of George Gordon, Sixth Lord Byron (1995), ISBN 0-7515-1361-X
- Supping with Panthers (1996), ISBN 0-316-87622-4 (pubblicato negli USA con il titolo Slave of My Thirst)
- Deliver Us from Evil (1997), ISBN 0-316-88248-8
- Il custode del tempo (The Sleeper in the Sands, 1998), traduzione di L. Perria, Milano, Sperling & Kupfer, 2002, ISBN 978-88-20-03276-0.
- The Bonehunter (2001), ISBN 0-316-64819-1

Narrativa
- The Poison in the Blood (2006), ISBN 0-349-11964-3

Rappresentazioni teatrali
- The Importance of Being Frank (svoltosi nel 1991, pubblicato nel 1997), ISBN 0-9530587-1-9

Saggistica
- Rubicone. Trionfo e tragedia della Repubblica romana (Rubicon: The Last Years of the Roman Republic, 2003), traduzione di L. Nera, Collana Nuovi saggi, Milano, Il Saggiatore, 2006.
- Fuoco persiano. Il primo grande scontro tra Oriente e Occidente (Persian Fire: The First World Empire and the Battle for the West, 2005), traduzione di M.E. Morin, Collana Nuovi saggi, Milano, Il Saggiatore, 2007.
- Millennium. La fine del mondo e la nascita della Cristianità (Millennium: The End of the World and the Forging of Christendom, 2009), traduzione di M.E. Morin, Collana La Cultura n.697, Milano, Il Saggiatore, 2010.
- The Persian Way of War, saggio in Lapham's Quarterly, inverno 2008
- (EN) In the Shadow of the Sword: The Battle for Global Empire and the End of the Ancient World, Little, Brown, 2012, ISBN 1-4087-0007-7.
- Dinasty. Ascesa e caduta dei Cesari di Roma (Dinasty: The Rise and Fall of the House of Caesar, 2015), Milano, Il Saggiatore, 2017, ISBN 978-88-42-82307-0.
- (EN) Athelstan: The Making of England, Allen Lane, 2016, ISBN 978-0-241-18781-4.
- (EN) Æthelflæd: England's Forgotten Founder, Ladybird Books, 2019, ISBN 978-0718188269.
- (EN) Dominion: The Making of the Western Mind (pubblicato negli USA col titolo: Dominion: How the Christian Revolution Remade the World), Basic Books, 2019, ISBN 978-1541675599.